# Цератоптерис рутвицеподібний
Цератоптерис рутвицеподібний (Ceratopteris thalictroides) — вид папоротників родини цератоптерисових. Рослина була описана першою серед цератоптерисів. У 1753 році К. Лінней назвав її «акростихумом рутвицеподібним». У 1821 році Броньяр, описуючи родину, перейменував рослину.
Рослина поширена на Сході, у Південно-Східній Азії, у Північній Австралії, Східній Африці, від центру Південної Америки до південного сходу Північної Америки, на Великих Антильських островах.
Цей вид найкраще укорінюється в акваріумному ґрунті, найкрасивіший з чотирьох видів родини. В природі досягає таких самих розмірів, як і рогата папороть. В акваріумі значно менший. При надлишку освітлення в акваріумі рослина не вражається водоростями, тому є зручним світлофільтром. У зануреному стані пірчасто-розсічені, ажурні вайї яскраво-зелені, напрочуд ефектно виглядають у кутках акваріума. Потрібно пам'ятати про необхідність додаткового освітлення для великих укорінених кущів. Цератоптериси рутвицеподібний і рогатий вимогливі до змін кислотності, твердості й температури води.